# Yann Demange
Yann Demange (Parigi, 7 novembre 1977) è un regista francese.

## Biografia
Yann Demange nasce a Parigi da madre francese e padre algerino; all'età di due anni si trasferisce nel West London di Londra con la madre e due fratelli maggiori. Inizia la sua carriera all'età di diciotto anni con alcuni videoclip musicali, prima di iscriversi al London College of Printing. Successivamente dirige dei documentari per la General Electric.
A vent'anni frequenta la National Film and Television School, legata alla Disney. Dopo la sua laurea, firma un contratto con l'agenzia ICM Partners, che gli consente di dirigere alcuni episodi della serie televisiva Diario di una squillo perbene nel 2007. Nel 2008 dirige tutti gli episodi della miniserie televisiva horror Dead Set. Nel 2011 dirige la miniserie televisiva Top Boy, per la quale Demange riceve la candidatura per il miglior regista televisivo ai British Academy Television Awards.
Nel 2014 fa il suo debutto cinematografico dirigendo il film '71, che narra il conflitto nordirlandese; presentata al festival internazionale del cinema di Berlino, la pellicola viene acclamata dalla critica.

## Filmografia

### Regista

#### Cinema
- '71 (2014)
- Cocaine - La vera storia di White Boy Rick (White Boy Rick) (2018)

#### Televisione
- Diario di una squillo perbene (Secret Diary of a Call Girl) - serie TV, 4 episodi (2007)
- Coming Up - serie TV, episodio 5x07 (2007)
- Dead Set - miniserie TV, 5 episodi (2008)
- Criminal Justice - serie TV, 3 episodi (2009)
- Top Boy - serie TV, 4 episodi (2011)
- Lovecraft Country – serie TV, episodio 1x01 (2020)

#### Cortometraggi
- Incomplete (2006)
- Headspace (2006) - documentario
- Alan & Samir (2007)

### Produttore
- Top Boy - serie TV, 4 episodi (2013)

### Sceneggiatore
- Incomplete (2006) - cortometraggio
- Alan & Samir (2007) - cortometraggio

## Riconoscimenti
- British Academy Television Awards
  - 2009: Candidatura per la miglior serie drammatica per Dead Set
  - 2010: Candidatura per il miglior regista televisivo per Criminal Justice
  - 2012: Candidatura per la miglior miniserie televisiva per Top Boy
  - 2012: Candidatura per il miglior regista televisivo per Top Boy
  - 2015: Candidatura per il miglior regista debuttante per '71
  - 2015: Candidatura per il miglior film britannico per '71
- Festival internazionale del cinema di Berlino
  - 2014: Menzione speciale della giuria ecumenica per '71
  - 2014: Candidatura per l'Orso d'oro per '71
  - 2014: Candidatura per la miglior opera prima per '71
- British Independent Film Awards
  - 2014: Miglior regista per '71
  - 2014: Candidatura per il miglior regista esordiente per '71
- European Film Awards
  - 2014: Candidatura per la miglior rivelazione per '71
- London Critics Circle Film Awards
  - 2015: Miglior regista esordiente per '71
- BFI London Film Festival
  - 2014: Candidatura per la miglior opera prima per '71
- Philadelphia Film Festival
  - 2015: Miglior regista per '71